# Тодор Тодоров (генерал-майор, р. 1930)
Вижте пояснителната страница за други личности с името Тодор Тодоров.
Тодор Георгиев Тодоров е български офицер, генерал-майор.

## Биография
Роден е на 7 юни 1930 г. в Пловдив. През август 1950 г. завършва Народното военно училище във Велико Търново. Военната си служба започва като командир на рота в сто и първи мотострелкови полк. Между 1951 и 1952 г. е началник на школата за младши сержанти при двадесет и първи мотострелкови полк. В периода 1952 – 1958 г. е началник на разузнаването на 21-ва П. С. бр. в Смолян. От 1958 до 1961 г. учи във Военната академия в София. След това е началник на разузнавателното отделение на двадесет и първа мотострелкова дивизия. Остава на този пост до 1966 г., когато е назначен за старши помощник на началника на разузнаването на втора армия. През 1973 г. завършва Военната академия на Генералния щаб на армията на СССР. Между 1973 и 1975 г. е началник на отдел „Войсково разузнаване“ при Разузнавателното управление на Командване „Сухопътни войски“. От 1975 до 1978 г. е заместник-началник на управлението. През 1978 г. е назначен за началник на Разузнавателното управление на Командване „Сухопътни войски“ до ноември 1987 г. От октомври 1983 г. е генерал-майор. От 1987 до 1993 г. е последователно заместник-началник по планирането и оперативно-тактическото разузнаване и първи заместник-началник на Разузнавателното управление на Генералния щаб на българската армия (от септември 1990). На 12 януари 1993 г. излиза в запаса.